# عيسى جولد
عيسى جولد (بالإنجليزية: Issa Gold)‏ هو موسيقي أمريكي، ولد في 26 يوليو 1990 في بروكلين في الولايات المتحدة.